# Gummersbach
Gummersbach is een stad en gemeente in de Duitse deelstaat Noordrijn-Westfalen. Het is de Kreisstadt van het Oberbergischer Kreis. De gemeente telt 50.978 inwoners (31 december 2020) op een oppervlakte van 95,38 km².
De stad werd bekend door de successen van de handbalclub VfL Gummersbach, die voor het eerst in 1968 de Europa Cup handbal won en in de periode tot ca. 1988 meermaals kampioen van Duitsland en Europa was.
De stad werd lange tijd gedomineerd door een grote fabriek van stoomketels, die in 1992 failliet ging. In 2010 wordt op het voormalige fabrieksterrein een nieuwe stadswijk ontwikkeld.

## Ortsteile
Apfelbaum  | 
Becke  | 
Berghausen  | 
Bernberg  | 
Birnbaum  | 
Bracht  | 
Bredenbruch  | 
Brink  | 
Bruch  | 
Brunohl  | 
Bünghausen  | 
Deitenbach  | 
Derschlag  | 
Dieringhausen  | 
Drieberhausen  | 
Dümmlinghausen  | 
Elbach  | 
Erbland  | 
Erlenhagen  | 
Flaberg  | 
Frömmersbach  | 
Grünenthal  | 
Gummeroth  | 
Hagen  | 
Hardt  | 
Hardt-Hanfgarten  | 
Helberg  | 
Herreshagen  | 
Hesselbach  | 
Höfen  | 
Hömel  | 
Hülsenbusch  | 
Hunstig  | 
Kalkkuhl  | 
Karlskamp  | 
Koverstein  | 
Lantenbach  | 
Lieberhausen  | 
Liefenroth  | 
Lobscheid  | 
Lützinghausen  | 
Luttersiefen  | 
Mühle  | 
Neuenhaus  | 
Neuenschmiede  | 
Niedergelpe  | 
Niedernhagen  | 
Niederseßmar  | 
Nochen  | 
Oberrengse  | 
Ohmig  | 
Peisel  | 
Piene  | 
Rebbelroth  | 
Recklinghausen  | 
Reininghausen  | 
Remmelsohl  | 
Rodt  | 
Rospe  | 
Schneppsiefen  | 
Schönenberg  | 
Schusterburg  | 
Sonnenberg  | 
Steinenbrück  | 
Straße  | 
Strombach  | 
Unnenberg  | 
Veste  | 
Vollmerhausen  | 
Waldesruh  | 
Wasserfuhr  | 
Windhagen  | 
Wörde  | 
Würden

## Afbeeldingen

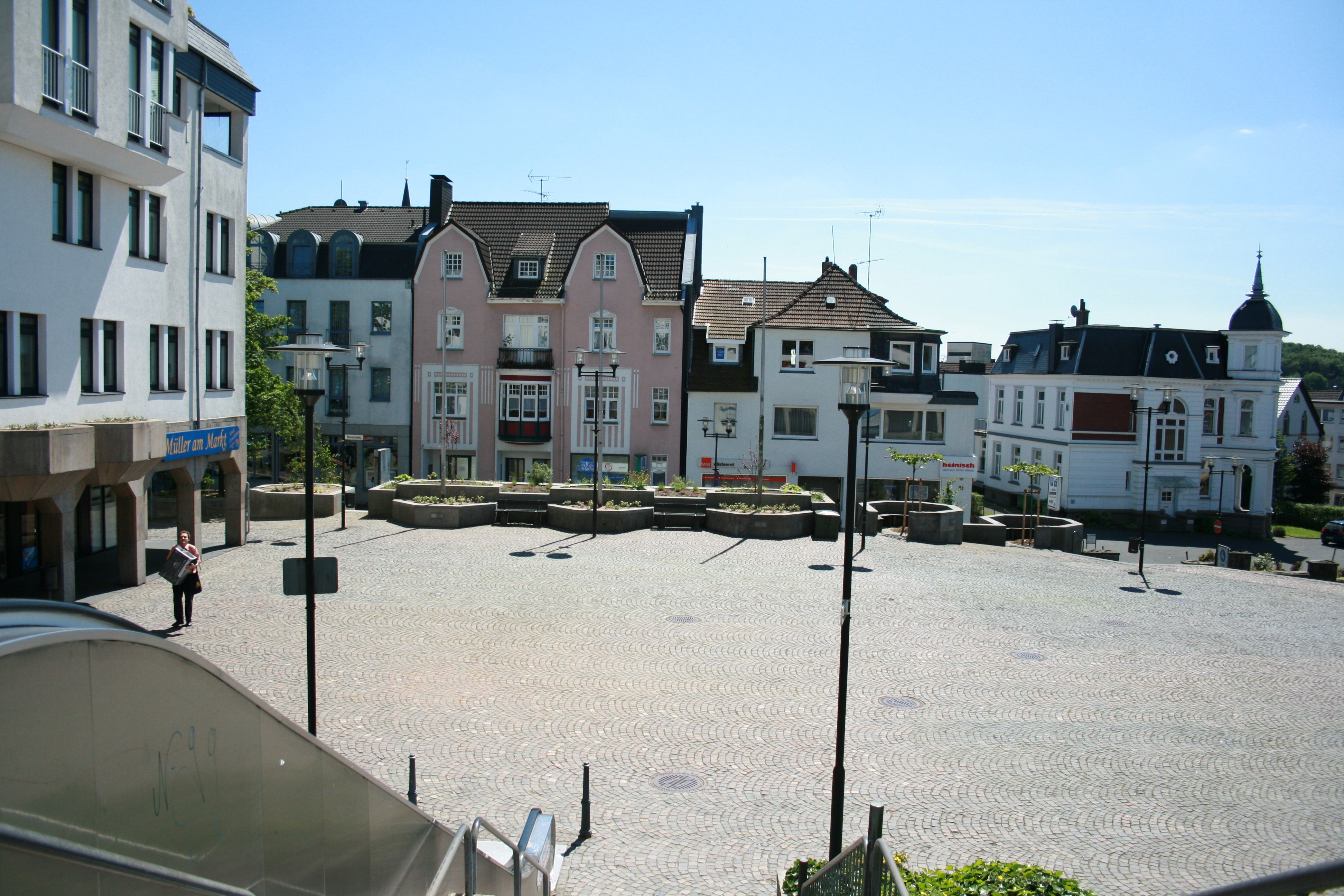
Bismarckplatz (vóór renovatie)
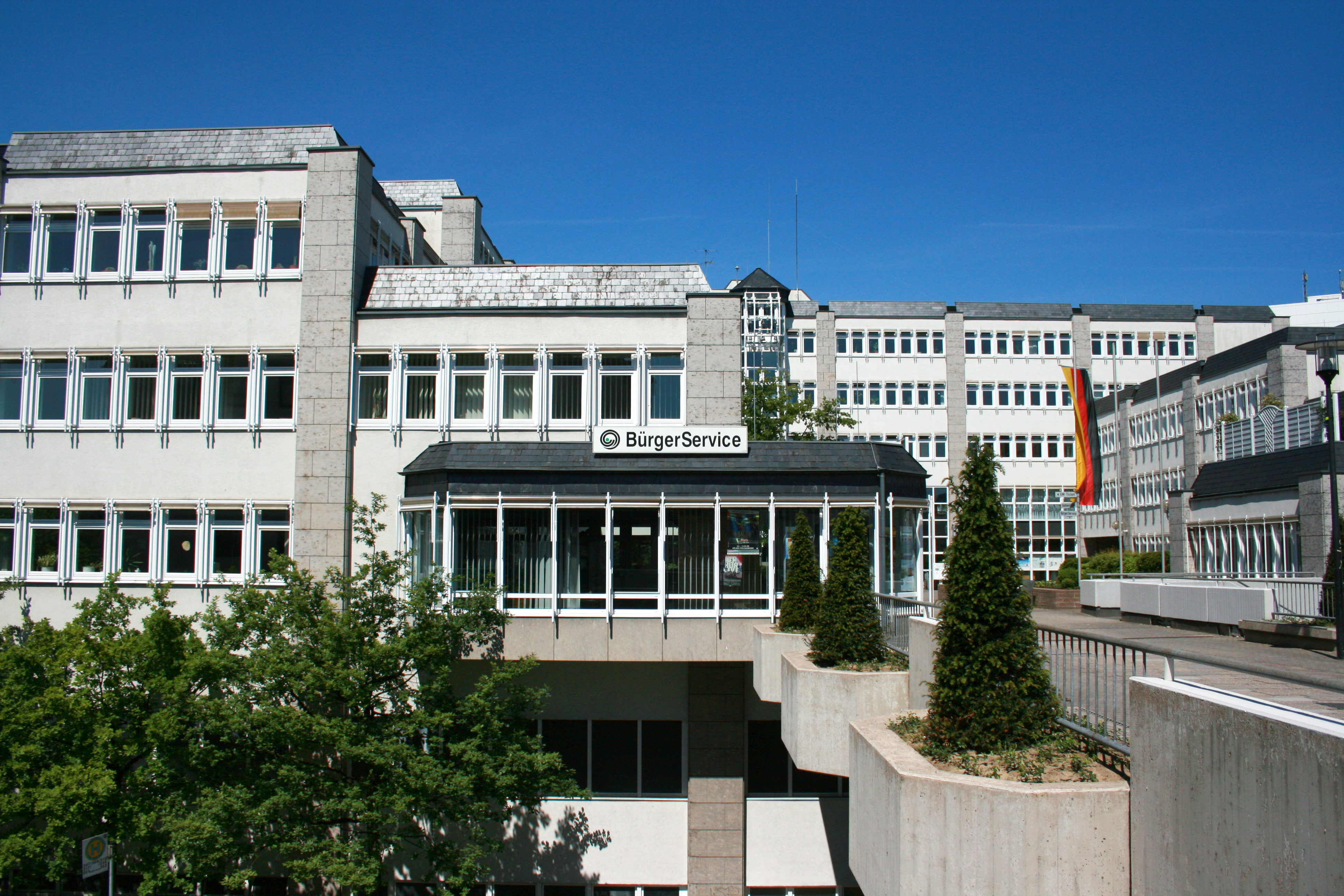
Gemeentehuis
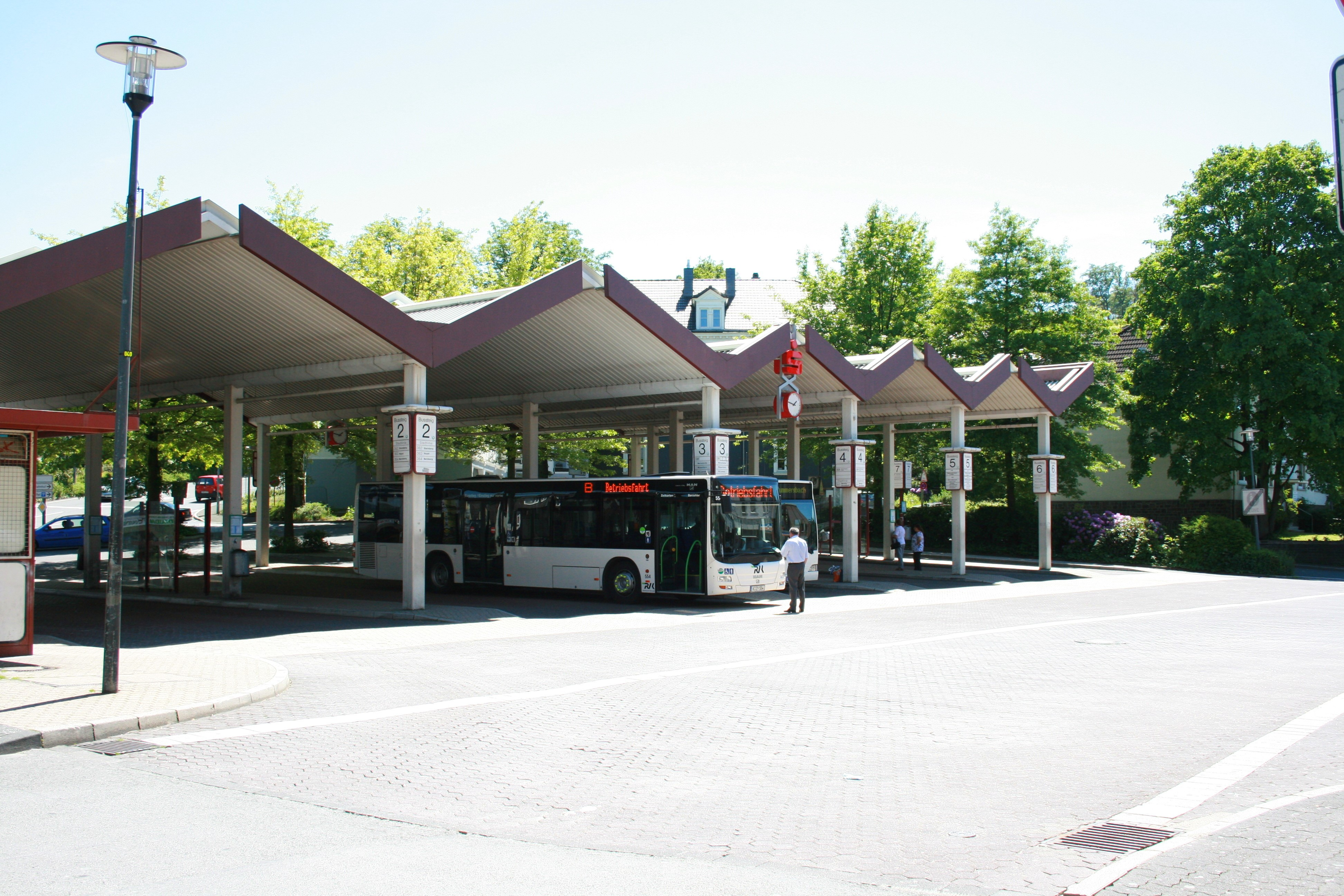
Oude busstation
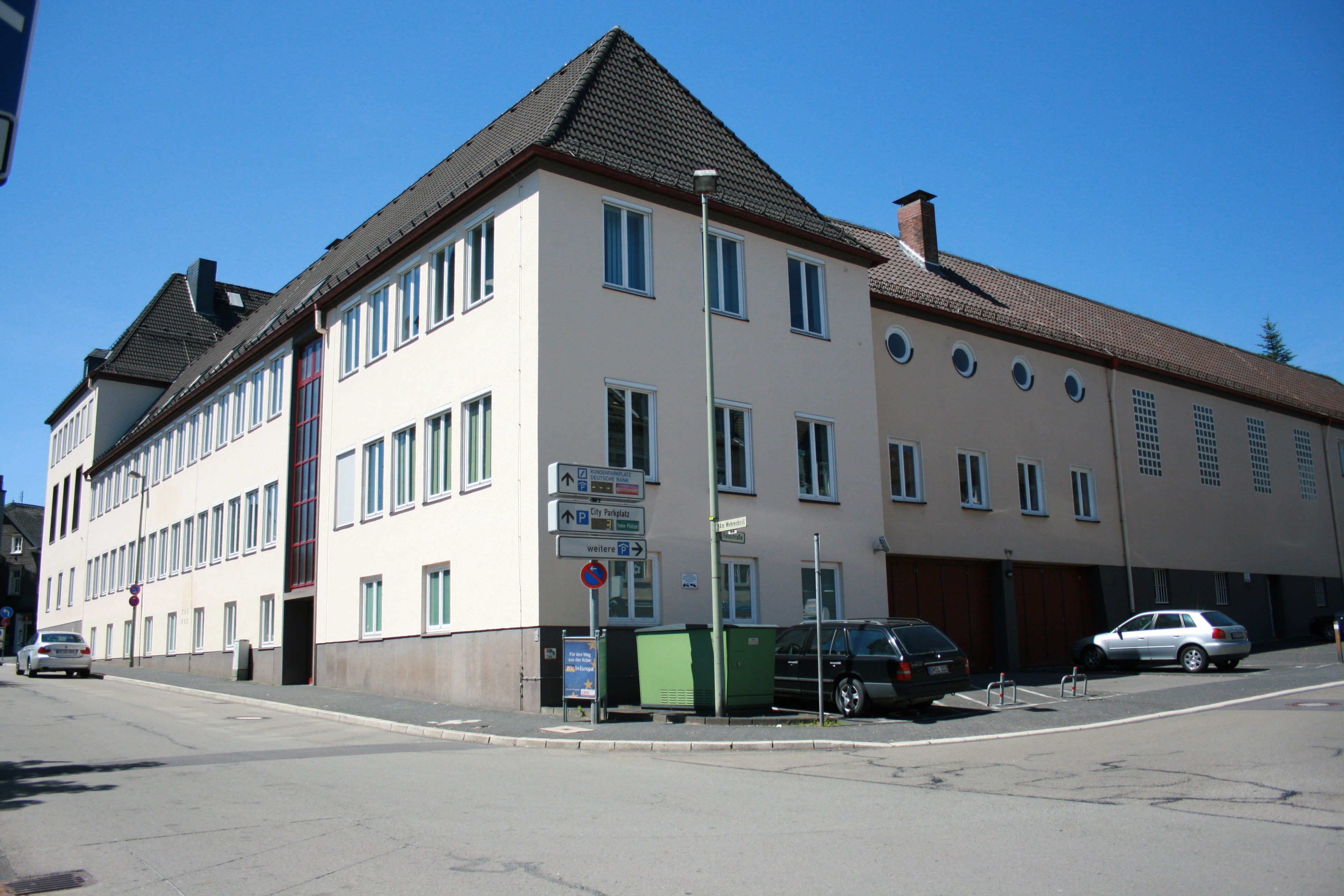
Oude gerechtsgebouw
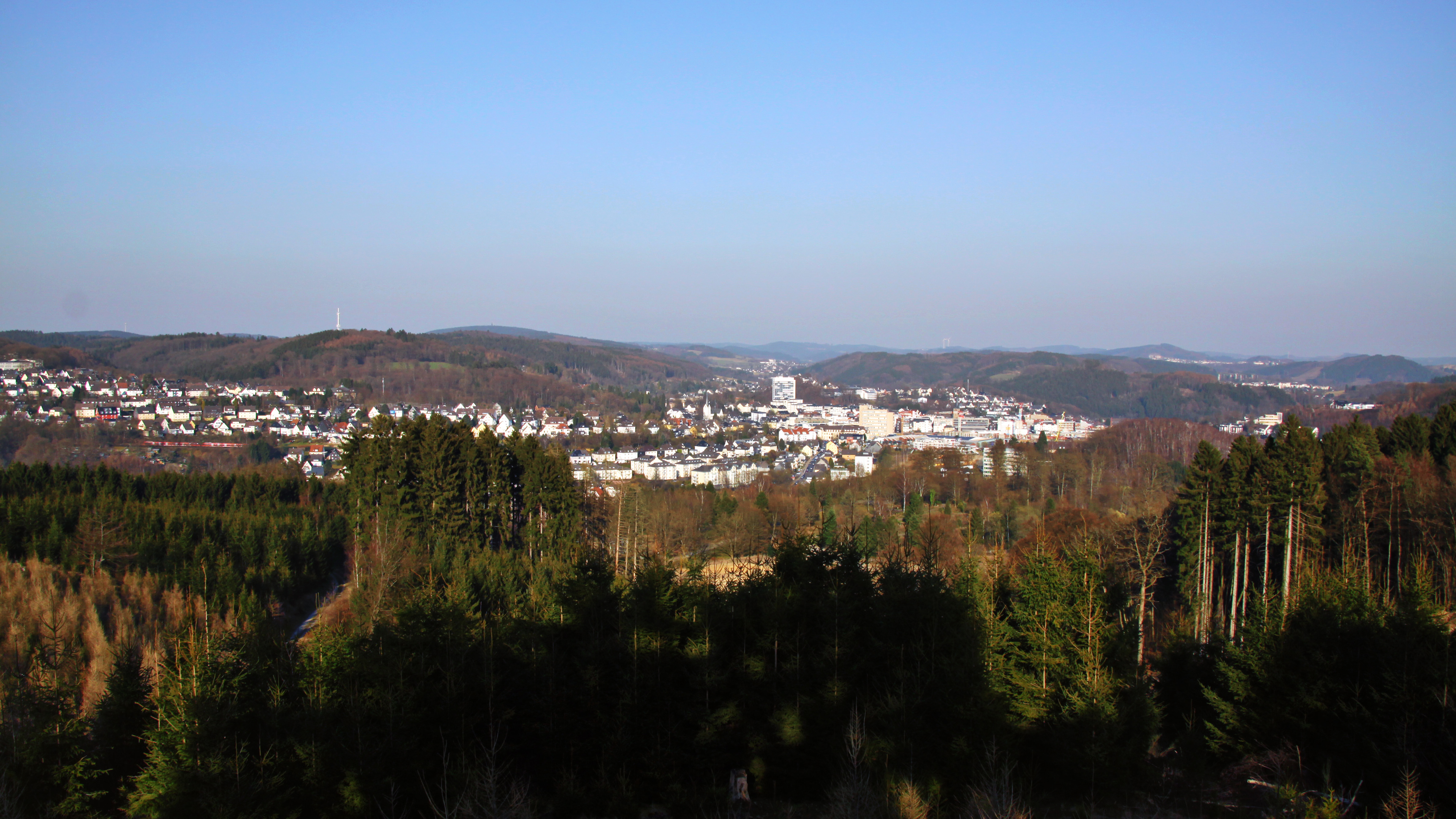
Gezicht op Gummersbach
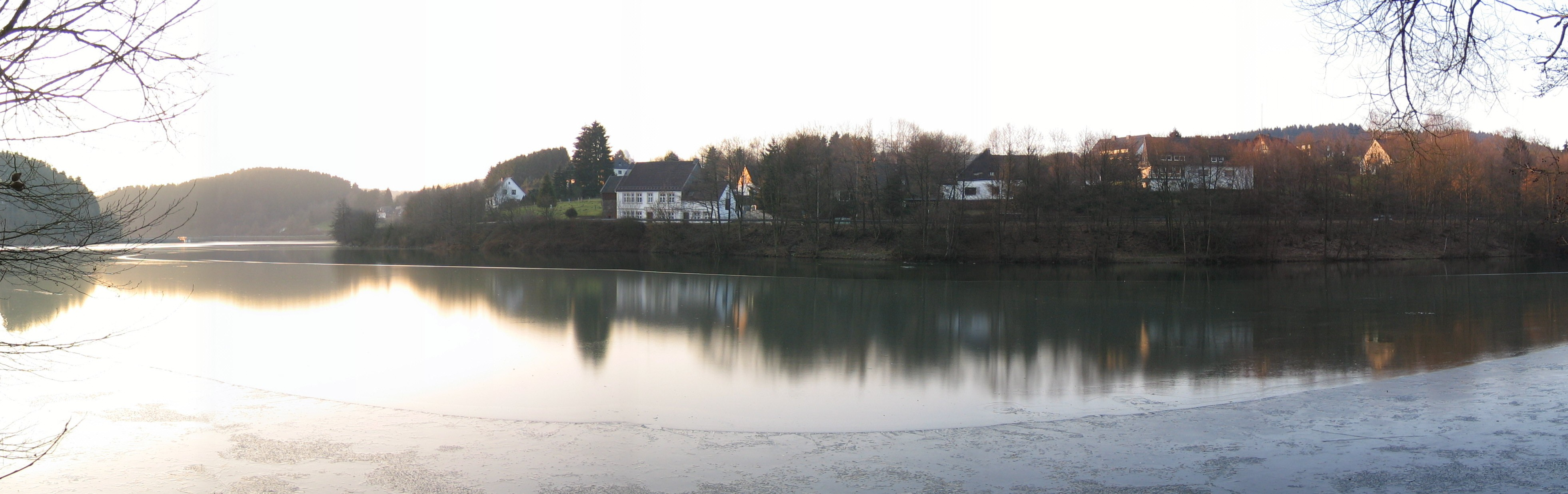
Ortsteil Brink, 2005
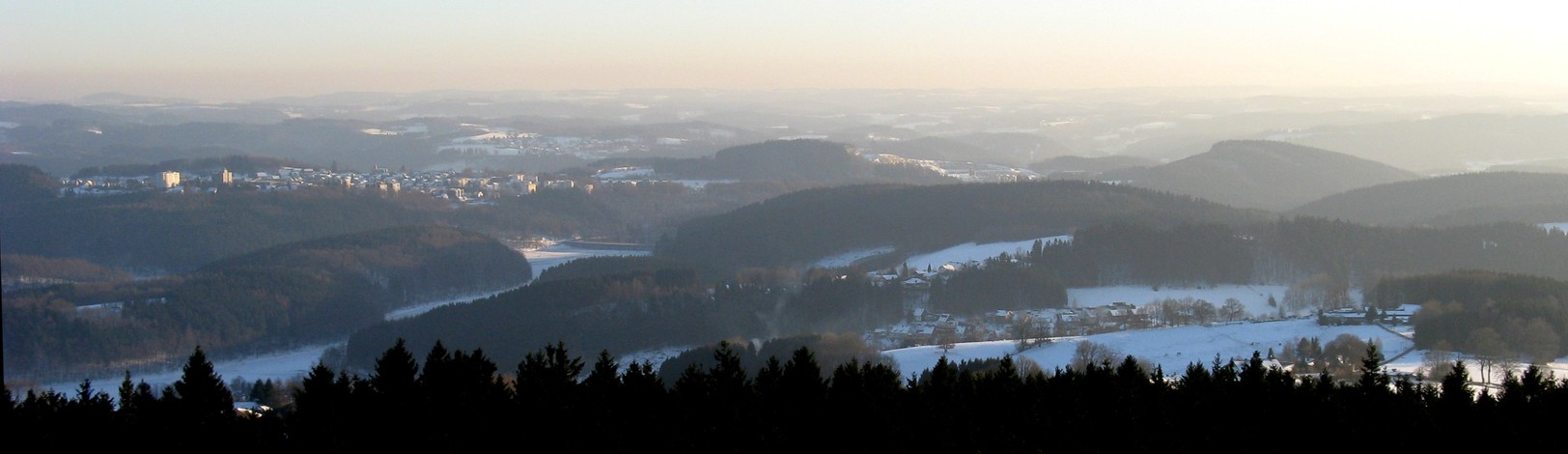
Aggertalsperre

## Geboren
- Ilona Gusenbauer (1947), Oostenrijks atlete

Bergneustadt · Engelskirchen · Gummersbach · Hückeswagen · Lindlar · Marienheide · Morsbach · Nümbrecht · Radevormwald · Reichshof · Waldbröl · Wiehl · Wipperfürth